# Margarete Matzenauer

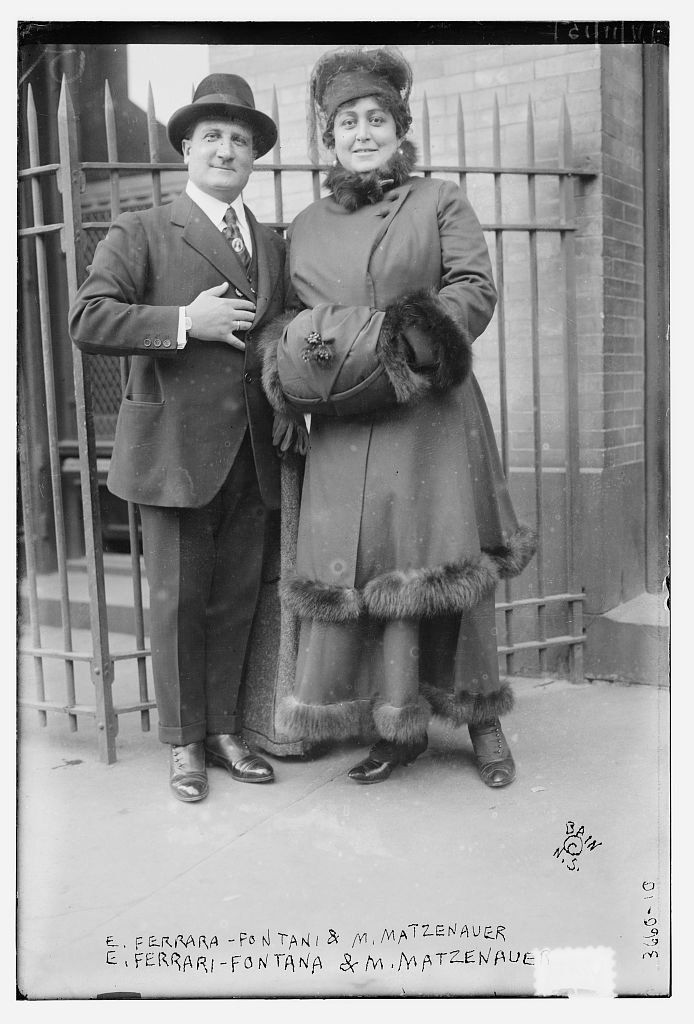
Edoardo Ferrari-Fontana et Margaret Matzenauer en 1915, au Metropolitan Opera

Margarete Matzenauer (parfois orthographié Margaret Matzenauer ou Margarethe Matzenaur) (1er juin 1881 - 19 mai 1963) est une mezzo-soprano hongroise avec un timbre opulent et une voix d'une large étendue. Elle a interprété des œuvres clés du répertoire à la fois en italien et en allemand en Europe et aux États-Unis,.

## Biographie
Matzenauer est née à Temesvár, alors en Autriche-Hongrie (aujourd'hui Timișoara, en Roumanie). Son père, Ludwig, était chef d'orchestre, sa mère chanteuse d'opéra. Elle se considère elle-même comme hongroise bien qu'elle ait du sang germanique et que le lieu de sa naissance soit maintenant dans l'ouest de la Roumanie. Elle est d'origine juive,.
Elle étudie l'opéra à Graz et à Berlin, où elle fait ses débuts à l'opéra en 1901 dans le rôle de Puck dans Oberon de Weber. Elle commence à chanter des rôles majeurs tels qu'Azucena dans Il trovatore, Carmen, Mignon, Waltraute et Erda dans L'Anneau du Nibelung et Ortrud dans Lohengrin. Elle atteint d'abord la célébrité en Europe comme contralto et mezzo-soprano, et elle est engagée pour apparaître en 1911 au Festival de Bayreuth. Elle tente aussi de s'attaquer aux pièces de soprano, mais cette expansion vers le haut de son répertoire ne se révèle pas être un franc succès en raison des limitations avec les notes les plus hautes.
Matzenauer fait ses débuts comme mezzo, au Metropolitan Opera de New York dans Aida, le 13 novembre 1911, chantant le rôle d'Amneris lors de la soirée d'ouverture avec une distribution qui comporte également Emmy Destinn dans le rôle d'Aïda et Enrico Caruso comme Radamès, avec Arturo Toscanini sur le podium du chef d'orchestre. Quelques jours plus tard, elle affiche sa polyvalence en apparaissant dans Tristan und Isolde de Wagner.
En 1911, elle épouse l'un de ses collègues du Met, le ténor dramatique d'origine italienne, Edoardo Ferrari-Fontana (en) (1878-1936). Par conséquent, elle acquiert automatiquement la citoyenneté italienne. Le mariage se termine par un divorce en 1917.
Elle a une mémoire eidétique et elle sauve la direction du Met le 1er janvier 1912, lorsque, avisée avec seulement quelques jours d'avance, elle joue le rôle de Kundry dans l'opéra Parsifal, rôle très exigeant qu'elle n'avait pas chanté avant.
Matzenauer reste 19 saisons au Met, offrant une large variété de rôles, y compris Eboli dans la première au Met de Don Carlos en 1920, Santuzza, Marina de Boris Godounov, Leonore dans Fidelio et Brünhilde dans la Walkyrie. Elle fait ses adieux au Met le 17 février 1930 dans le rôle d'Amneris, mais elle  continue à chanter l'opéra ailleurs, et à donner des concerts.
En 1924, elle apparaît au Royal Albert Hall, à Londres lors d'un concert du dimanche avec le pianiste Solito de Solis.
En 1936, elle joue le rôle de Madame Pomponi dans la production de Columbia Pictures  L'Extravagant Mr. Deeds (M. Deeds Goes to Town).
Matzenauer enseigne également ; deux de ses élèves sont les mezzo-sopranos Blanche Thebom et Nell Tangeman. Elle fait sa dernière apparition sur scène dans une comédie à Broadway, Vicki, en 1942.
Le ténor Giacomo Lauri Volpi la mentionne dans son Voci parallele comme l'une des trois seuls vraies contraltos qu'il a eu la chance de rencontrer tout au long de sa carrière (les autres étant Gabriella Besanzoni  et Matilde Blanco Sadun).
Elle meurt en 1963, au Sherman Way Convalescent Hospital de Van Nuys, en Californie,.

## Héritage
Sa fille est Adrienne Fontana, ancienne chanteuse de boîte de nuit et animatrice de l'émission de télévision de variétés Champagne and Orchids, diffusée sur le réseau Dumont au début de la télévision. Matzenauer fait un nombre considérable de 78 tours, dont beaucoup sont disponibles sur CD.